# Zofiówka (Cypriany)
Zofiówka – kolonia wsi Cypriany położona w Polsce, w województwie mazowieckim, w powiecie sochaczewskim, w gminie Rybno.
W latach 1975–1998 Zofiówka należała administracyjnie do województwa skierniewickiego.